# Liste der Fraunhofer-Institute und -Einrichtungen

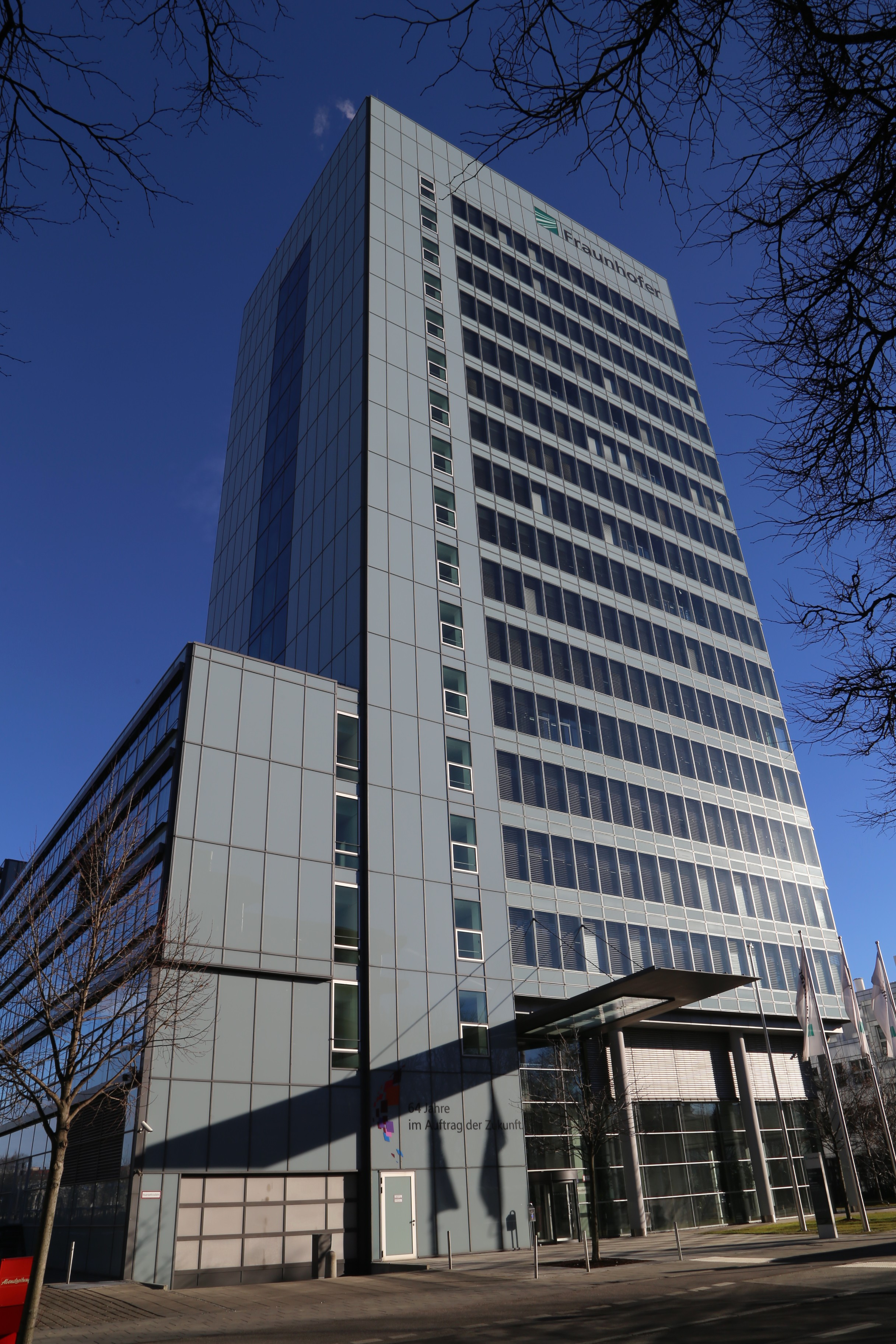
Zentrale in München

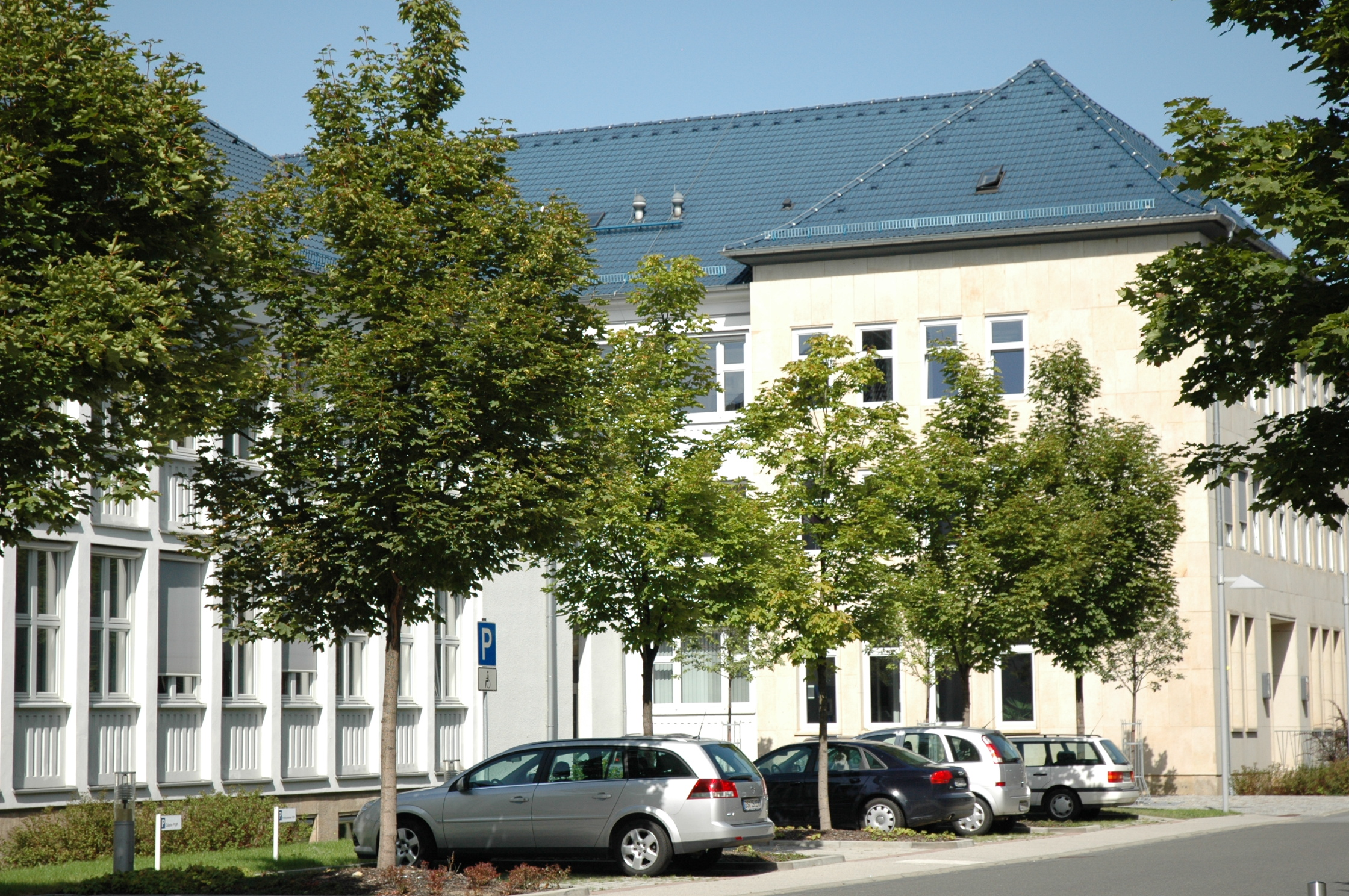
Fraunhofer-Institut FEP in Dresden

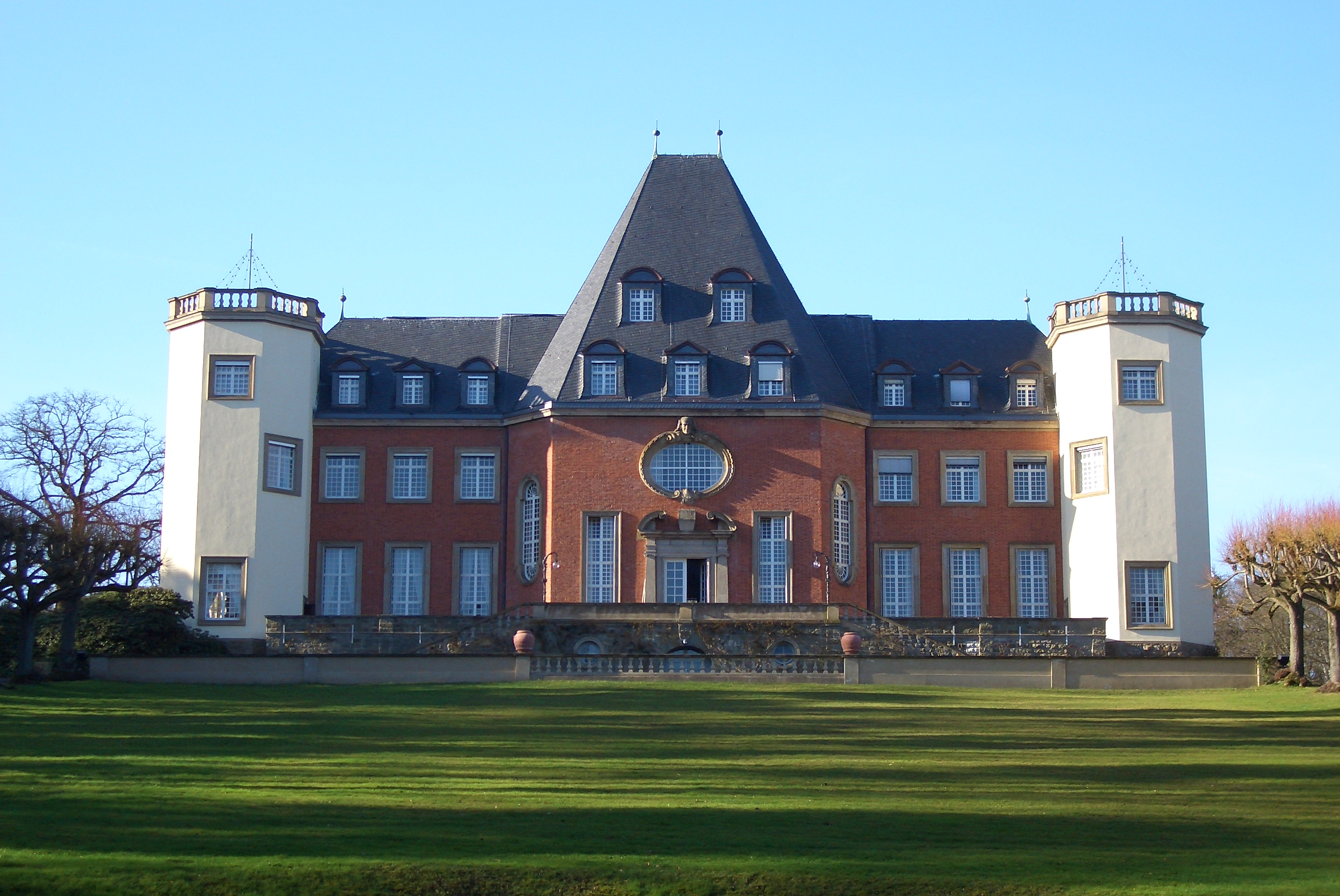
Campus Schloss Birlinghoven in Sankt Augustin

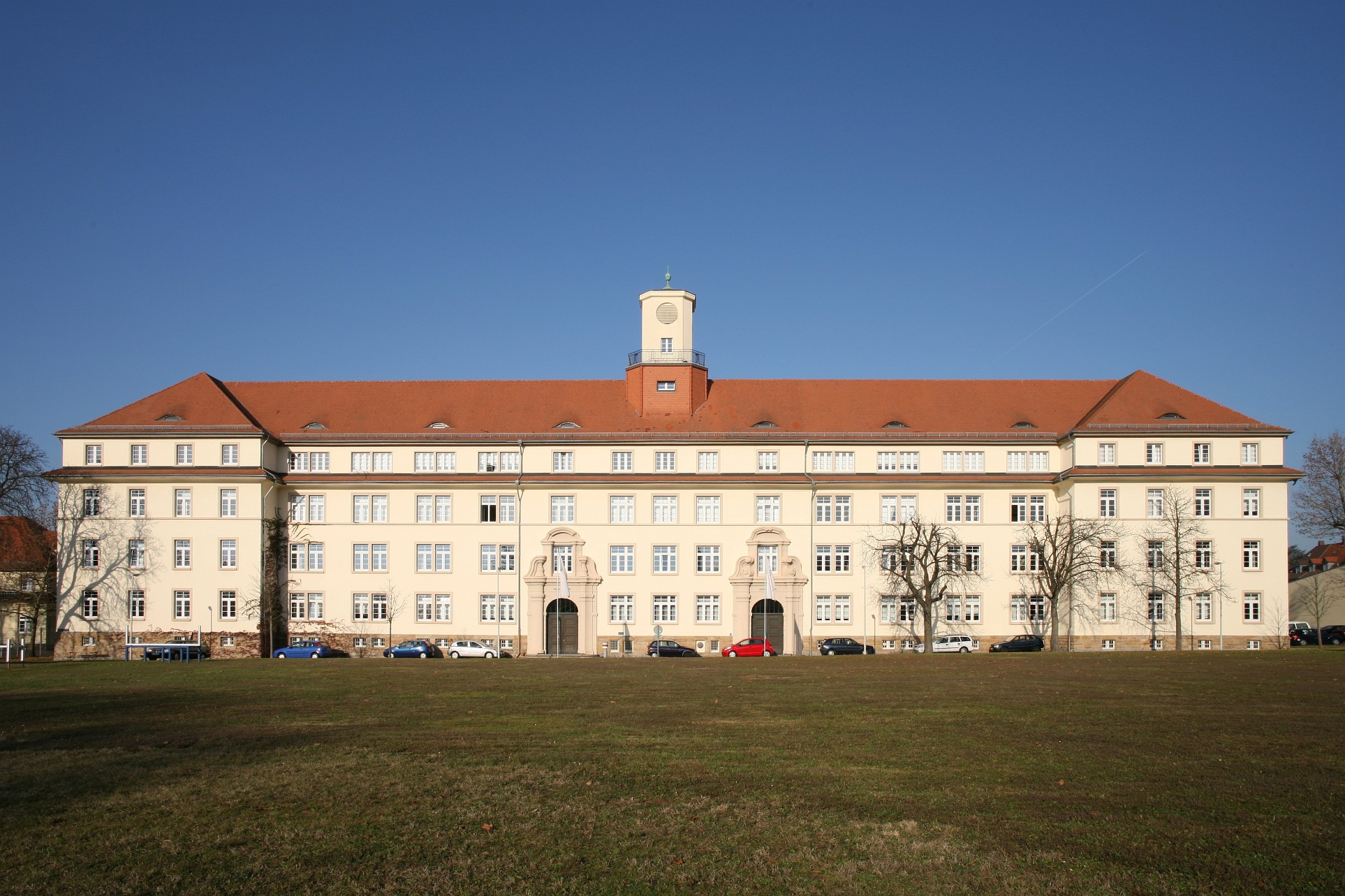
Fraunhofer IOSB am Standort Ettlingen

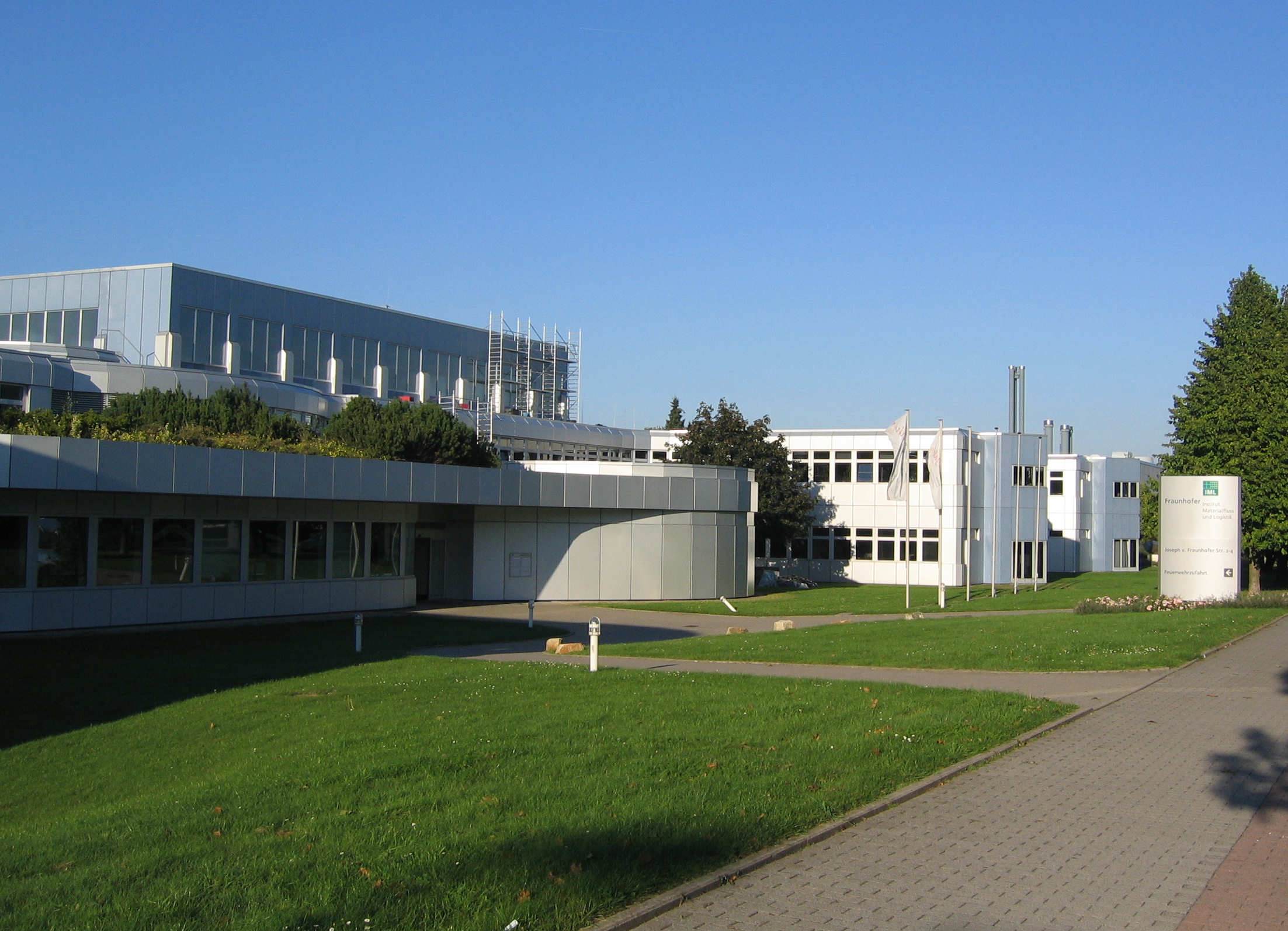
Fraunhofer IML in Dortmund

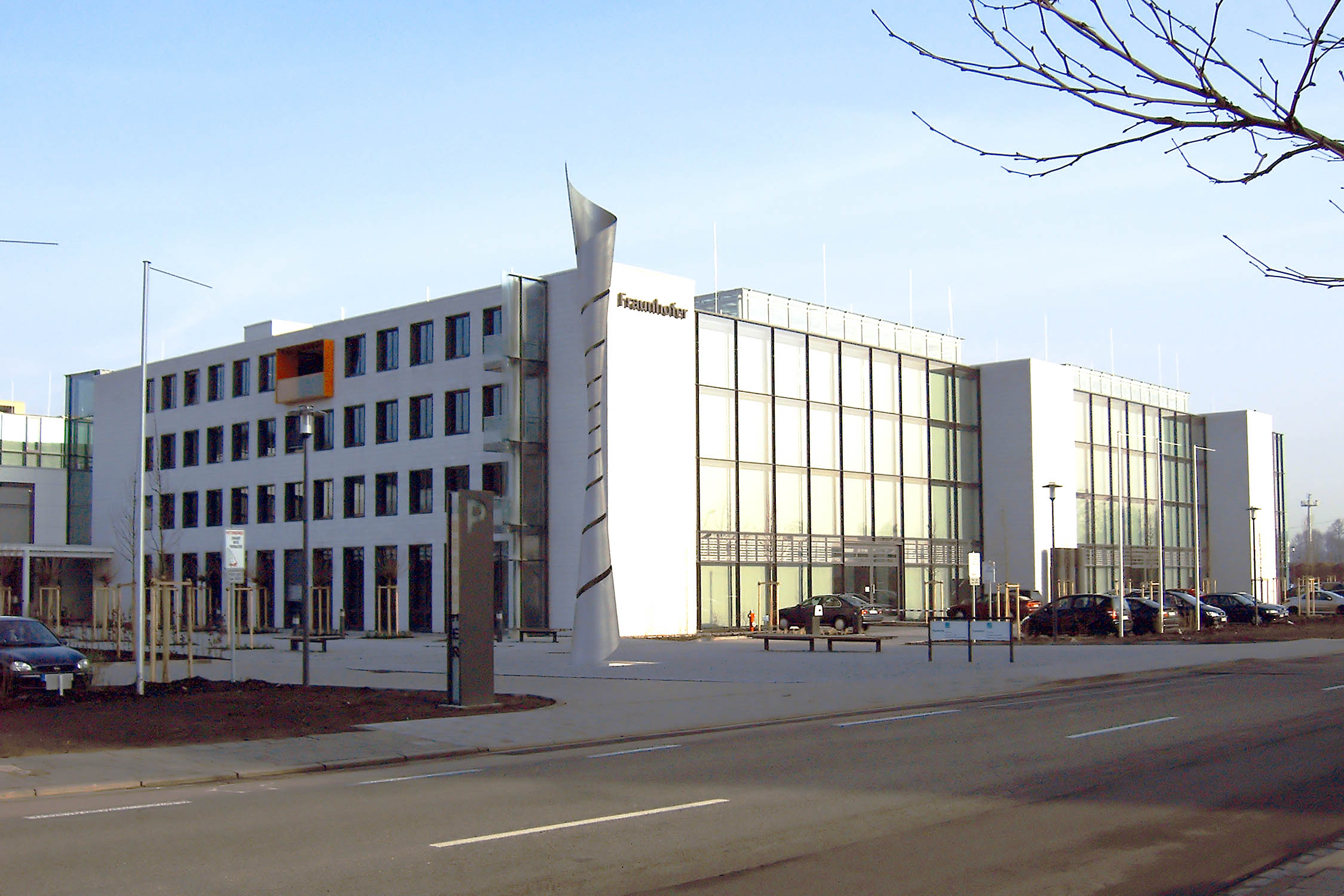
ITWM und IESE im Fraunhofer-Zentrum Kaiserslautern

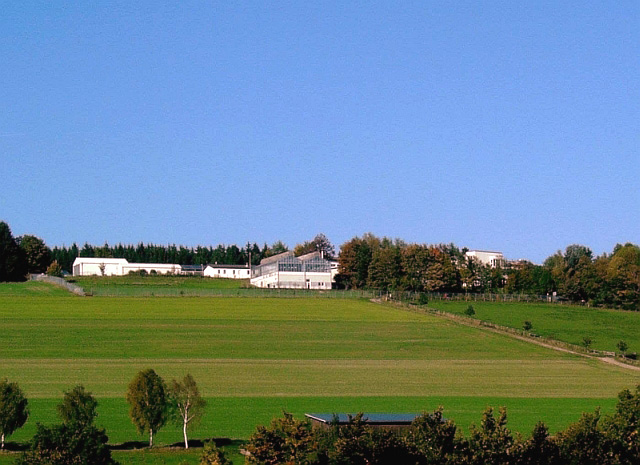
Fraunhofer IME in Schmallenberg

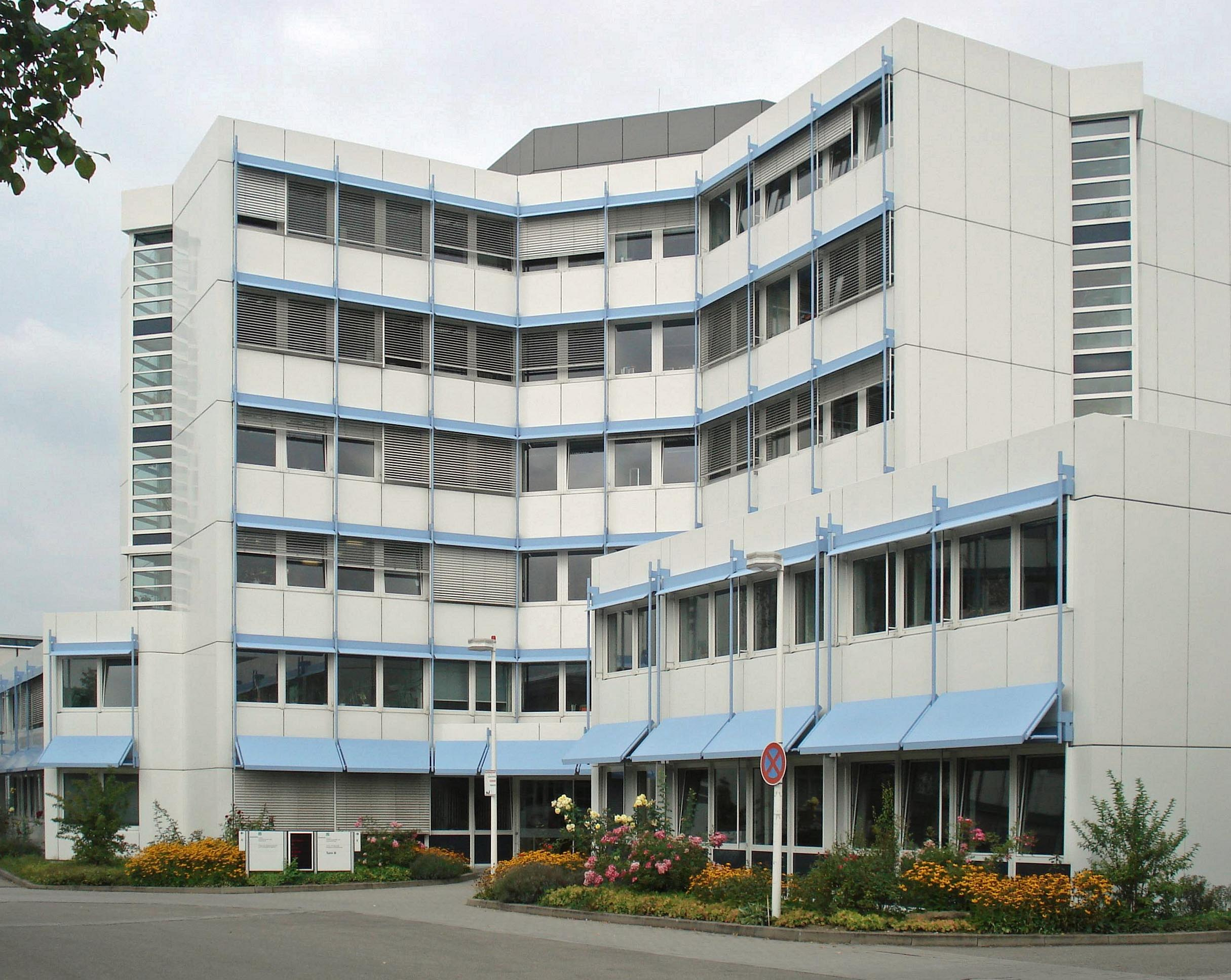
Fraunhofer IPA in Stuttgart

Die Fraunhofer-Gesellschaft besteht aus mehr als 80 Forschungseinrichtungen.

## Fraunhofer-Institute und Forschungseinrichtungen in Deutschland
(Stand Dezember 2020: „74 Institute und Forschungseinrichtungen an Standorten in ganz Deutschland“) Den hier genannten Instituten ist im Namen jeweils „Fraunhofer-Institut für“ voranzusetzen. „Fraunhofer-Einrichtungen“ und „Fraunhofer-Zentren“ sind eigens gekennzeichnet. Das Gründungsjahr bezieht sich bei Eingliederungen bestehender Institute in die Fraunhofer-Gesellschaft auf das Jahr dieser Eingliederung.
| Kürzel  | Name | Standort                                                            | Gründungsjahr |
| ------- | --- | ------------------------------------------------------------------- | ------------- |
| IAPT    | Additive Produktionstechnologien                                                                                                | Hamburg                                                             | 2018          |
| SCAI    | Algorithmen und Wissenschaftliches Rechnen                                                                                      | Sankt Augustin                                                      | 2001          |
| IAF     | Angewandte Festkörperphysik | Freiburg im Breisgau                                                | 1957          |
| FIT     | Angewandte Informationstechnik                                                                                                  | Sankt Augustin                                                      | 2001          |
| IOF     | Angewandte Optik und Feinmechanik                                                                                               | Jena                                                                | 1992          |
| IAP     | Angewandte Polymerforschung | Potsdam                                                             | 1992          |
| AISEC   | Angewandte und Integrierte Sicherheit                                                                                           | Garching b. München                                                 | 2009          |
| IAO     | Arbeitswirtschaft und Organisation                                                                                              | Stuttgart                                                           | 1981          |
| IBP     | Bauphysik | Stuttgart, Holzkirchen                                              | 1958          |
| LBF     | Betriebsfestigkeit und Systemzuverlässigkeit                                                                                    | Darmstadt                                                           | 1962          |
| IBMT    | Biomedizinische Technik | Sulzbach                                                            | 1992          |
| ICT     | Chemische Technologie | Pfinztal                                                            | 1959          |
| IDMT    | Digitale Medientechnologie | Ilmenau, Oldenburg                                                  | 2004          |
| MEVIS   | Digitale Medizin | Bremen                                                              | 2009          |
| ENAS    | Elektronische Nanosysteme | Chemnitz                                                            | 2008          |
| IEG     | Energieinfrastrukturen und Geotechnologien (Fraunhofer-Einrichtung, bis 2024 ... und Geothermie)                                | Bochum, Cottbus                                                     | 2020          |
| IEE     | Energiewirtschaft und Energiesystemtechnik                                                                                      | Kassel                                                              | 2018          |
| IEM     | Entwurfstechnik Mechatronik | Paderborn                                                           | 2011          |
| IESE    | Experimentelles Software Engineering                                                                                            | Kaiserslautern                                                      | 1996          |
| IFF     | Fabrikbetrieb und -automatisierung                                                                                              | Magdeburg                                                           | 1993          |
| IFAM    | Fertigungstechnik und Angewandte Materialforschung                                                                              | Bremen                                                              | 1974          |
| IGCV    | Gießerei-, Composite- und Verarbeitungstechnik                                                                                  | Augsburg, Garching, Taufkirchen                                     | 2016          |
| IGD     | Graphische Datenverarbeitung | Darmstadt                                                           | 1987          |
| IGB     | Grenzflächen- und Bioverfahrenstechnik                                                                                          | Stuttgart                                                           | 1953          |
| IGP     | Großstrukturen in der Produktionstechnik                                                                                        | Rostock                                                             | 2017          |
| FHR     | Hochfrequenzphysik und Radartechnik                                                                                             | Wachtberg                                                           | 2009          |
| WKI     | Holzforschung (Wilhelm-Klauditz-Institut)                                                                                       | Braunschweig                                                        | 1972          |
| IIS     | Integrierte Schaltungen | Erlangen                                                            | 1990          |
| IISB    | Integrierte Systeme und Bauelementetechnologie                                                                                  | Erlangen                                                            | 1985          |
| IAIS    | Intelligente Analyse- und Informationssysteme                                                                                   | Sankt Augustin                                                      | 2001          |
| IMW     | Internationales Management und Wissensökonomie (Fraunhofer-Zentrum)                                                             | Leipzig                                                             | 2006          |
| IKTS    | Keramische Technologien und Systeme                                                                                             | Dresden, Hermsdorf (Thüringen)                                      | 1992          |
| IKS     | Kognitive Systeme | München                                                             | 2019          |
| FKIE    | Kommunikation, Informationsverarbeitung und Ergonomie                                                                           | Wachtberg                                                           | 2009          |
| EMI     | Kurzzeitdynamik (Ernst-Mach-Institut)                                                                                           | Freiburg im Breisgau                                                | 1959          |
| ILT     | Lasertechnik | Aachen                                                              | 1985          |
| IMTE    | Individualisierte und Zellbasierte Medizintechnik (Fraunhofer-Einrichtung, vormals Einrichtung für Marine Biotechnologie (EBM)) | Lübeck                                                              | 2008          |
| IML     | Materialfluss und Logistik | Dortmund                                                            | 1981          |
| IMS     | Mikroelektronische Schaltungen und Systeme                                                                                      | Duisburg                                                            | 1984          |
| IMWS    | Mikrostruktur von Werkstoffen und Systemen                                                                                      | Halle (Saale)                                                       | 2016          |
| EMFT    | Mikrosysteme und Festkörper-Technologien (Fraunhofer-Einrichtung)                                                               | München                                                             | 2010          |
| IMM     | Mikrotechnik und Mikrosysteme                                                                                                   | Mainz                                                               | 2014          |
| IME     | Molekularbiologie und Angewandte Oekologie                                                                                      | Aachen, Schmallenberg, Gießen                                       | 1959          |
| HHI     | Nachrichtentechnik (Heinrich-Hertz-Institut)                                                                                    | Berlin                                                              | 2003          |
| INT     | Naturwissenschaftlich-Technische Trendanalysen                                                                                  | Euskirchen                                                          | 1974          |
| FOKUS   | Offene Kommunikationssysteme | Berlin                                                              | 2001          |
| IOSB    | Optronik, Systemtechnik und Bildauswertung                                                                                      | Karlsruhe, Ettlingen, Ilmenau, Lemgo, Görlitz, Rostock, Peking      | 1967          |
| FEP     | Organische Elektronik, Elektronenstrahl- und Plasmatechnik                                                                      | Dresden                                                             | 1991          |
| IPMS    | Photonische Mikrosysteme | Dresden                                                             | 2003          |
| IPM     | Physikalische Messtechnik | Freiburg im Breisgau                                                | 1980          |
| IPK     | Produktionsanlagen und Konstruktionstechnik                                                                                     | Berlin                                                              | 1976          |
| IPA     | Produktionstechnik und Automatisierung                                                                                          | Stuttgart                                                           | 1971          |
| IPT     | Produktionstechnologie | Aachen                                                              | 1980          |
| IRB     | Raum und Bau (Fraunhofer-Informationszentrum)                                                                                   | Stuttgart                                                           | 1960          |
| IST     | Schicht- und Oberflächentechnik                                                                                                 | Braunschweig                                                        | 1990          |
| SIT     | Sichere Informationstechnologie                                                                                                 | Darmstadt                                                           | 2008          |
| ISC     | Silicatforschung | Würzburg                                                            | 1971          |
| ISIT    | Siliziumtechnologie | Itzehoe                                                             | 1980          |
| ISST    | Software- und Systemtechnik | Dortmund                                                            | 1992          |
| ISE     | Solare Energiesysteme | Freiburg im Breisgau                                                | 1981          |
| ISI     | System- und Innovationsforschung                                                                                                | Karlsruhe                                                           | 1972          |
| ITWM    | Techno- und Wirtschaftsmathematik                                                                                               | Kaiserslautern                                                      | 2001          |
| ITEM    | Toxikologie und Experimentelle Medizin                                                                                          | Hannover                                                            | 1981          |
| ITMP    | Translationale Medizin und Pharmakologie                                                                                        | Frankfurt am Main, Hamburg, Berlin, Göttingen, Penzberg bei München | 2021          |
| UMSICHT | Umwelt-, Sicherheits- und Energietechnik                                                                                        | Oberhausen                                                          | 1990          |
| IVV     | Verfahrenstechnik und Verpackung                                                                                                | Freising                                                            | 1973          |
| IVI     | Verkehrs- und Infrastruktursysteme                                                                                              | Dresden                                                             | 1999          |
| IWM     | Werkstoffmechanik | Freiburg im Breisgau                                                | 1971          |
| IWS     | Werkstoff- und Strahltechnik | Dresden                                                             | 1992          |
| IWU     | Werkzeugmaschinen und Umformtechnik                                                                                             | Chemnitz                                                            | 1991          |
| IWKS    | Wertstoffkreisläufe und Ressourcenstrategie (Fraunhofer-Einrichtung)                                                            | Alzenau, Hanau                                                      | 2011          |
| IWES    | Windenergiesysteme | Bremerhaven                                                         | 2009          |
| IZI     | Zelltherapie und Immunologie | Leipzig                                                             | 2005          |
| IZFP    | Zerstörungsfreie Prüfverfahren                                                                                                  | Saarbrücken                                                         | 1972          |
| IZM     | Zuverlässigkeit und Mikrointegration                                                                                            | Berlin                                                              | 1993          |
| FFB     | Forschungsfertigung Batteriezelle (Fraunhofer-Einrichtung)                                                                      | Münster                                                             | 2022          |

## Weitere Forschungseinrichtungen
- Fraunhofer-Center für Silizium-Photovoltaik (CSP), Halle
- Fraunhofer-Center Nanoelektronische Technologien (CNT), Dresden
- Fraunhofer-Zentrum für Hochtemperatur-Leichtbau (HTL), Bayreuth
- Fraunhofer-Center für Maritime Logistik und Dienstleistungen (CML), Hamburg
- Athene (Forschungszentrum) (ATHENE) ehemals Center for Research in Security and Privacy (CRISP), Darmstadt
- Fraunhofer-Allianz Energie, Freiburg i.Br., Zusammenschluss aus 20 Instituten der Fraunhofer-Gesellschaft

## Beteiligt an
- Munich Quantum Valley, München

## Weiterbildung
- Fraunhofer Academy, München

## Fraunhofer-Verbünde
Die Fraunhofer-Verbünde sind eine Organisationsstruktur, die Institute thematisch clustert. Für jeden Verbund wird aus dem Kreis der Institutsleiter der Mitgliedsinstitute ein Vorsitzender gewählt. Dieser ist Mitglied des Präsidiums der Fraunhofer-Gesellschaft. Jedes Institut ist Mitglied in genau einem Verbund und kann Gastmitgliedschaften in weiteren Verbünden beantragen. Derzeit gibt es in der Fraunhofer-Gesellschaft sieben Verbünde:
- Fraunhofer-Verbund Informations- und Kommunikationstechnologien
- Fraunhofer-Verbund Innovationsforschung
- Fraunhofer-Verbund Life Sciences
- Fraunhofer-Verbund Light & Surfaces
- Fraunhofer-Verbund Mikroelektronik
- Fraunhofer-Verbund Produktion
- Fraunhofer-Verbund Materials

## Anwendungszentren
In Kooperation mit Fachhochschulen betreiben Fraunhofer-Institute mehrere Anwendungszentren:
- Anwendungszentrum Ressourceneffizienz des Fraunhofer ISC-IWKS an der Hochschule Aschaffenburg
- Anwendungszentrum Windenergie Feldmessungen (AWF) des Fraunhofer IWES an der Hochschule Bremerhaven
- Anwendungszentrum Drahtlose Sensorik des Fraunhofer IIS an der Hochschule Coburg
- Anwendungszentrum CT in der Messtechnik des Fraunhofer IIS an der TH Deggendorf
- Anwendungszentrum Kompetenzzentrum für energetische und informationstechnische Mobilitätsschnittstellen (KEIM) des Fraunhofer IAO an der Hochschule Esslingen
- Anwendungszentrum für Plasma und Photonik des Fraunhofer IST an der HAWK Göttingen
- Anwendungszentrum Leistungselektronik für regenerative Energiesysteme des Fraunhofer ISIT an der HAW Hamburg
- Fraunhofer Anwendungszentrum für Logistiksystemplanung und Informationssysteme in Cottbus[11]
- Anwendungszentrum Systeme für mobile Dienste und moderne intelligente Lebens- und Arbeitswelten (SYMILA) des Fraunhofer FIT an der Hochschule Hamm-Lippstadt
- Anwendungszentrum Holzfaserforschung des Fraunhofer WKI an der Hochschule Hannover
- Anwendungszentrum Textile Faserkeramiken des Fraunhofer ISC-HTL an der Hochschule Hof
- Anwendungszentrum für multimodale und luftgestützte Sensorik (AMLS) des Fraunhofer FHR an der Hochschule Koblenz
- Anwendungszentrum Anorganische Leuchtstoffe des Fraunhofer IWM an der FH Südwestfalen in Soest
- Anwendungszentrum für Oberflächentechnologien und Optische Messtechnik des Fraunhofer IWS in Zwickau

Eine besondere Organisationsform stellen die Fraunhofer-Innovationscluster dar. In diesen sind ein oder mehrere Fraunhofer-Institute, weitere Forschungseinrichtungen wie Universitäten oder Fachhochschulen und Industriepartner miteinander vernetzt.

## Fraunhofer International
Zusätzlich zu den Instituten in Deutschland gibt es weltweit weitere Zentren der Fraunhofer-Gesellschaft.
- Fraunhofer Chalmers Centre for Industrial Mathematics, Göteborg – FCC
- Fraunhofer Italia am NOI Techpark Südtirol/Alto Adige in Bozen – Fraunhofer Italia
- Am 21. Mai 2019 wurden an der Hebräischen Universität in Jerusalem die beiden Forschungszentren für Cybersicherheit und Gesundheit, das Fraunhofer Project Center for Cybersecurity at The Hebrew University of Jerusalem sowie das Fraunhofer Project Center for Drug Discovery and Delivery at The Hebrew University of Jerusalem, eröffnet.[12]

Die Niederlassung in den USA, Fraunhofer USA, umfasst folgende sieben Zentren:
- Coatings and Laser Applications – CCL
- Experimental Software Engineering – CESE
- Laser Technology – CLT
- Molecular Biotechnology – CMB
- Manufacturing Innovation – CMI
- Sustainable Energy Systems – CSE
- Digital Media Technologies – DMT

## Ehemalige Institute und Einrichtungen
- 1968: Das Fraunhofer-Institut für Fußbodenforschung und Materialprüfung wird ausgegliedert[13]
- 1972: Das Fraunhofer-Institut für Höchstspannungs-Elektronen-Mikroskopie IHEM in Karlsruhe scheidet nach weniger als einem Jahr wieder aus der Fraunhofer-Gesellschaft aus[13]
- 1980: Das Fraunhofer-Institut für angewandte Mikroskopie, Photographie und Kinematographie IMPK, das als erstes Fraunhofer-Institut entstanden war, stellt seine Arbeit ein[13]
- 1999: Das Fraunhofer-Institut für Festkörpertechnologie IFT in München wird restrukturiert. Teile davon gehen in der Fraunhofer-Einrichtung für Systeme der Kommunikationstechnik ESK und in dem neuen Münchener Teil des Fraunhofer-Instituts für Zuverlässigkeit und Mikrointegration IZM auf[13]
- 2001: Fraunhofer-Institut für Atmosphärische Umweltforschung (IFU), Garmisch-Partenkirchen (1962 bis 2001); jetzt: Karlsruhe Institute of Technology, Institut für Meteorologie und Klimaforschung[14]
- 2006: Das Fraunhofer-Institut für Integrierte Publikations- und Informationssysteme (IPSI) wird geschlossen, Darmstadt (2001 bis 2006)
- 2006: Fraunhofer-Institut für Medienkommunikation (IMK), Birlinghoven, 2006 im IAIS aufgegangen
- 2007: Die Fraunhofer-Patentstelle für die Deutsche Forschung (PST) wurde aufgelöst, München (1955 bis 2007)
- 2008: Die Fraunhofer-Technologie-Entwicklungsgruppe (TEG), Stuttgart, wurde aufgelöst
- 2012: Das Fraunhofer-Institut für Rechnerarchitektur und Softwaretechnik (FIRST) wurde in das FOKUS integriert, Berlin (1983–2012)
- 2014: Die Fraunhofer-Einrichtung für Organik, Materialien und elektronische Bauelemente (COMEDD), Dresden wurde in das FEP integriert
- 2016: Die Fraunhofer-Einrichtung für Polymermaterialien und Composite (PYCO), Teltow wurde zum 1. Januar 2016 in das Fraunhofer-Institut für Angewandte Polymerforschung (IAP) integriert
- 2019: Das 1999 gegründete Fraunhofer-Institut für Eingebettete Systeme und Kommunikationstechnik (ESK) wurde zum Fraunhofer-Institut für Kognitive Systeme IKS